# Коренные народы Биафры
«Коренные народы Биафры» (англ. Indigenous People of Biafra; сокр. IPOB) — сепаратистская организация, возглавляемая Ннамди Кану, выступающая за отделение от Нигерии части её юго-восточных земель, населённых в основном народом игбо, и образование независимого государства Биафра. Группировка требует от нигерийского правительства проведение референдума и обещает продолжать свою пропаганду об отделении Биафры до тех пор, пока Нигерия не установит дату его проведения «для урегулирования вопроса о Биафре цивилизованным и демократическим способом». Риторика лидеров группировки сводится к тому, что богатый нефтью регион, в котором проживают преимущественно христиане из племени игбо, не должен «кормить остальную мусульманскую Нигерию».
20 сентября 2017 года Верховный суд Нигерии установил временный запрет на деятельность организации.